# Kajdu (folyó)

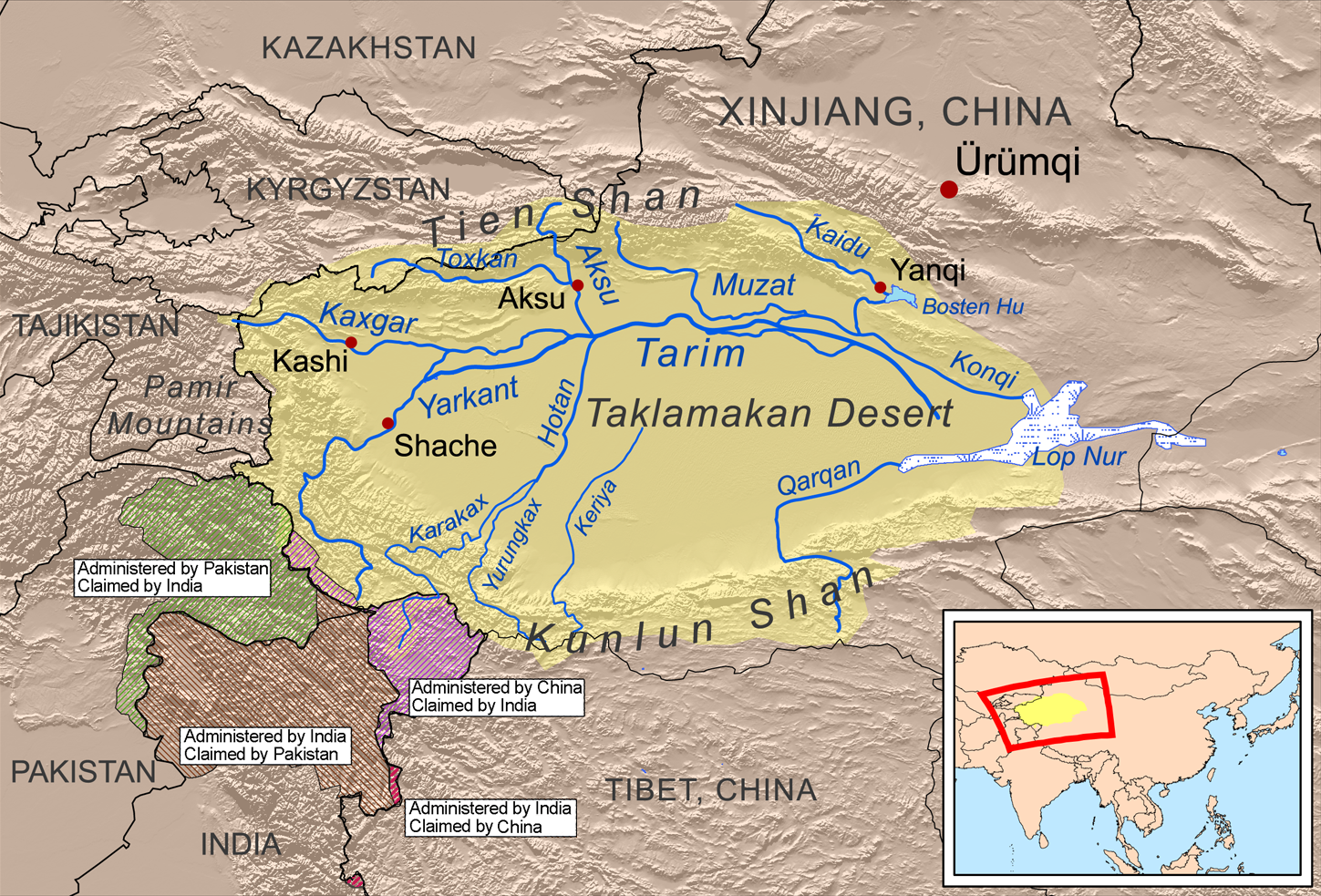
A Tarim-medence folyói

A Kajdu folyó (497 km hosszú) a Tien-san középső részén ered, olvadt hó és esővíz táplálja. A Boszten-tóba ömlik, amelynek legfontosabb mellékfolyója.

## Kapcsolódó szócikk
Sven Hedin